# Smamma
Smamma è un docu-reality trasmesso in Italia a partire dal 9 ottobre  2019 su Real Time.

## Programma
La serie segue quattro differenti famiglie e focalizza l'attenzione sul rapporto che intercorre tra una madre ed una sua figlia, legate da forte amicizia, coinvolgimento, stima e grande affetto.

### Prima edizione
Nella prima edizione sono quattro le coppie madre-figlia protagoniste delle serie: Dawn e Cher, Sunhe e Angelica, Kathy e Cristina, Sandra e Mariah.